# DS N°8
Der DS N°8 ist ein Pkw des französischen Automobilherstellers DS Automobiles.

## Geschichte
Der N°8 basiert auf dem Anfang 2020 vorgestellten Konzeptfahrzeug DS Aero Sport Lounge. Das Modell ist eine Kombination aus SUV, Kombi und Limousine. Die Serienversion wurde im Dezember 2024 präsentiert. Eine ähnliche Silhouette haben auch die im Stellantis-Konzern angebotenen Citroën C5 X und Peugeot 408. Der Marktstart erfolgte im Frühjahr 2025. Gebaut wird der DS N°8 im italienischen Melfi.

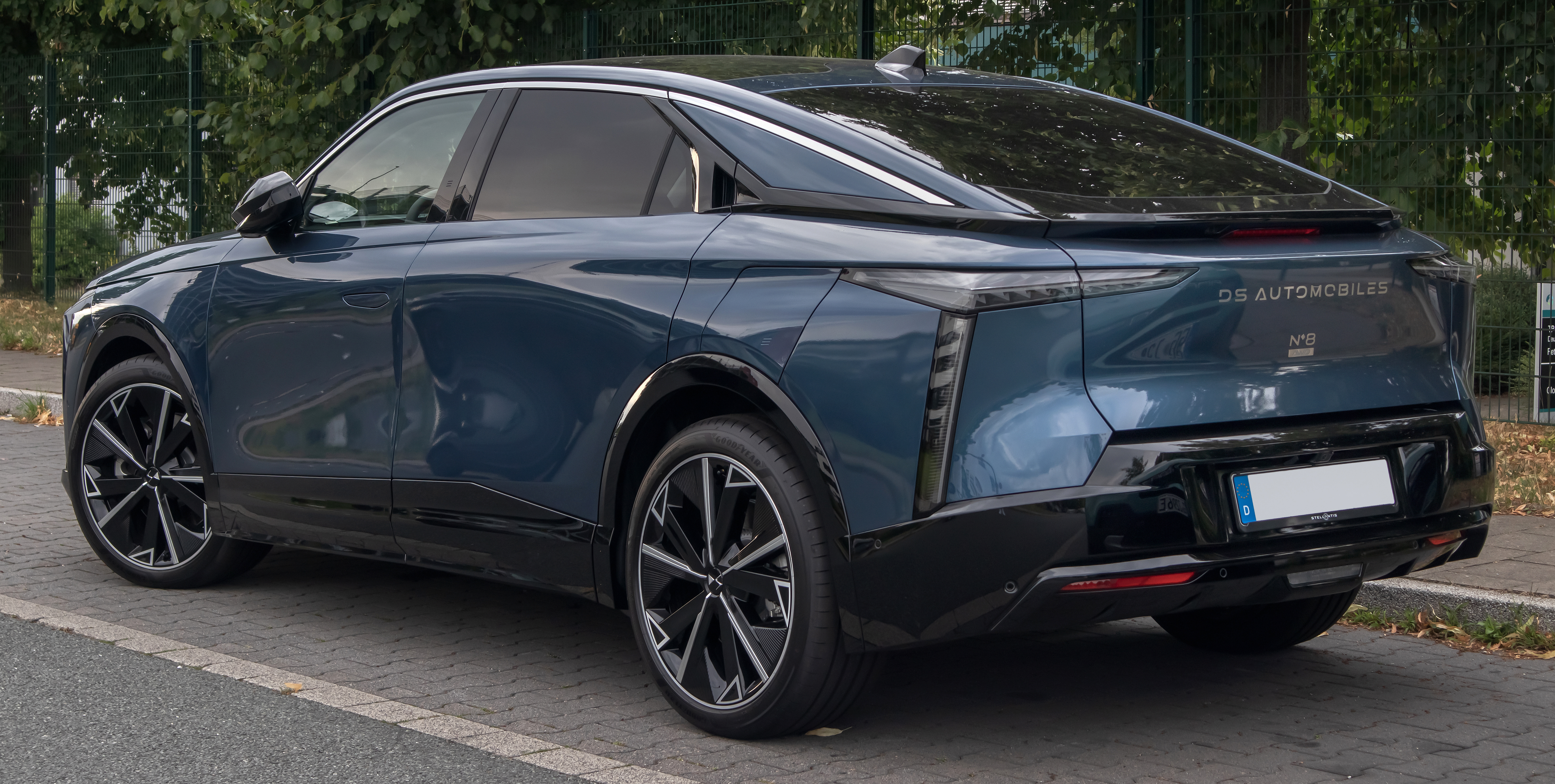
Heckansicht
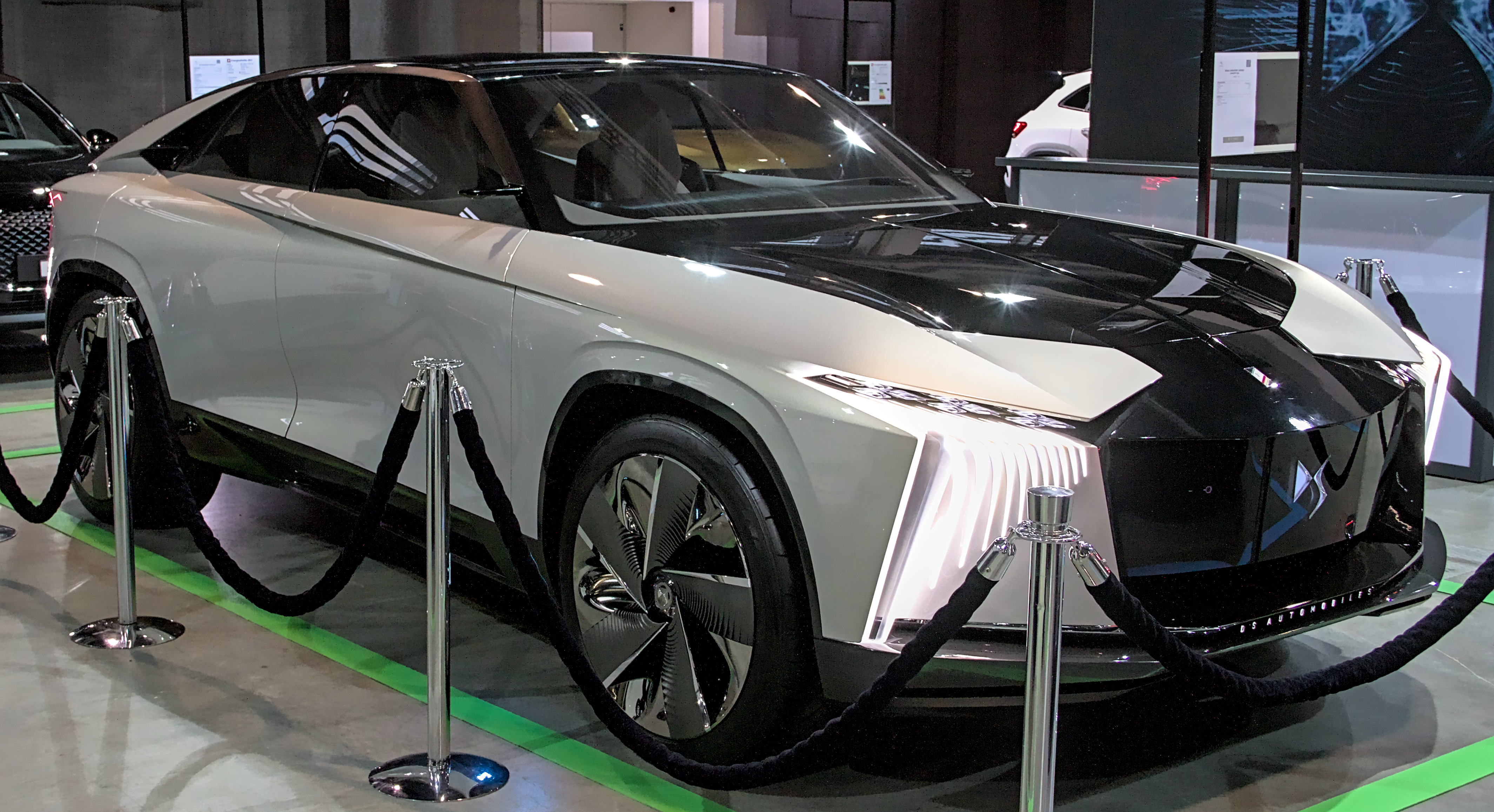
DS Aero Sport Lounge auf der Auto Zürich 2021
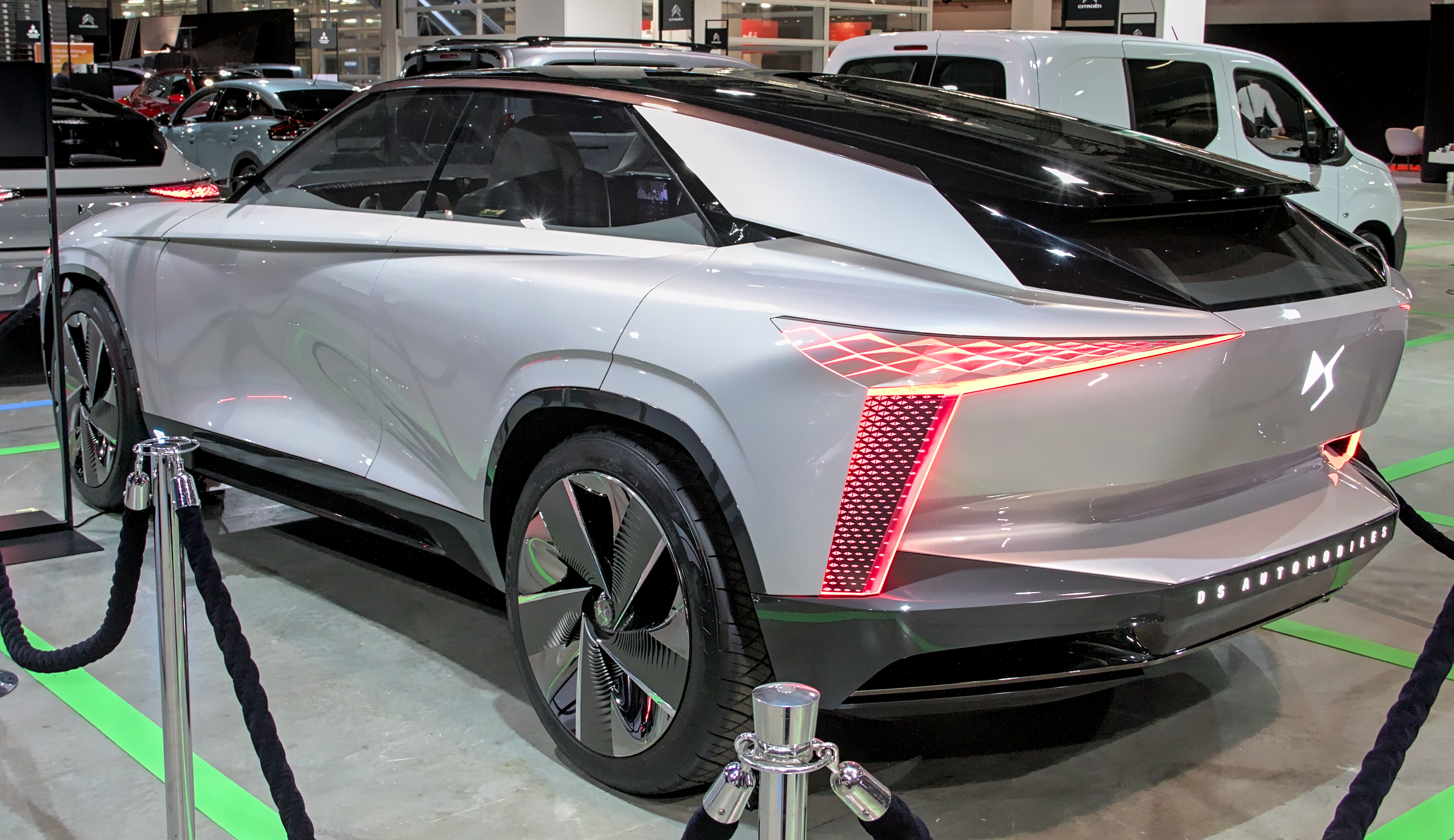
Heckansicht

## Technik
Das Fahrzeug basiert auf der STLA Medium genannten Plattform von Stellantis. Zunächst werden ausschließlich elektrische Antriebe in drei Stufen mit 169 kW (230 PS), 180 kW (245 PS) oder 257 kW (350 PS) Leistung angeboten. Letztere wird durch einen zweiten Elektromotor an der Hinterachse erreicht. Das Drehmoment beträgt 343 bzw. 590 Nm. Kombiniert werden die Motoren mit einem 73,7 oder 97,2 kWh großen Akku. Die Reichweiten betragen nach dem WLTP-Messzyklus bis zu 549 km für die Short-Range-Version, 749 km für die Long-Range-Version mit Frontantrieb bzw. 664 km für die Allradversion. Die Beschleunigung von 0 auf 100 km/h wird mit 7,7, 7,8 bzw. 5,4 Sekunden angegeben. Die Höchstgeschwindigkeit liegt bei 190 km/h. Die Ladeleistung mit Wechselstrom liegt bei 11 bzw. wahlweise 22 kW, mit Gleichstrom bei bis zu 160 kW. Eine Vorkonditionierung zur Optimierung der Ladekurve ist ebenso integriert wie eine Vehicle-to-Load-Funktion, die eine Abgabe von Strom ermöglicht.
Der N°8 ist serienmäßig mit dem aktiven Fahrwerkssystem DS Active Scan Suspension ausgestattet. Dieses System nutzt eine Kamera an der Windschutzscheibe sowie mehrere Sensoren und Beschleunigungsmesser, um den Fahrbahnzustand in Echtzeit zu erfassen. Die Dämpfung wird daraufhin individuell für jedes Rad angepasst, um den Fahrkomfort und die Fahrstabilität zu verbessern. Basis bilden modifizierte MacPherson-Federbeine an der Vorderachse und eine Mehrlenker-Hinterachse. Die rundum verwendeten Scheibenbremsen sind vorne belüftet. Die maximale Anhängelast beträgt je nach Version zwischen 1200 und 1400 kg (ungebremst) und 1450 bis 1600 kg (gebremst). Das Kofferraumvolumen liegt bei 621 bzw. 581 Liter (Allradversion) bis zur Kofferraumabdeckung und maximal 1553 bzw. 1514 Liter (Allradversion) bei umgeklappten Rücksitzen, wobei etwa 16 Liter für das Focal-Audiosystem genutzt werden. Der cw-Wert des Wagens wird mit 0,24 angegeben.

## Technische Daten
|                                             | Short Range               | Long Range                | Long Range AWD            |
| ------------------------------------------- | ------------------------- | ------------------------- | ------------------------- |
| Bauzeitraum                                 | seit 2025                 | seit 2025                 | seit 2025                 |
| Antrieb                                     |                           |                           |                           |
| Motortyp                                    | Elektromotor              | Elektromotor              | 2 Elektromotoren          |
| Systemleistung                              | 169 kW (230 PS)           | 180 kW (245 PS)           | 257 kW (350 PS)           |
| Systemleistung (kurzzeitig nutzbar)         | 190 kW (258 PS)           | 207 kW (281 PS)           | 276 kW (375 PS)           |
| Systemdrehmoment                            | 343 Nm                    | 343 Nm                    | 509 Nm                    |
| Antriebsart                                 | Vorderradantrieb          | Vorderradantrieb          | Allradantrieb             |
| Getriebe                                    | Feste Getriebeübersetzung | Feste Getriebeübersetzung | Feste Getriebeübersetzung |
| Antriebsbatterie                            |                           |                           |                           |
| Energieinhalt, nutzbar                      | 73,7 kWh                  | 97,2 kWh                  | 97,2 kWh                  |
| Messwerte                                   |                           |                           |                           |
| Leergewicht                                 | 2132 kg                   | 2180 kg                   | 2289 kg                   |
| Beschleunigung, 0–100 km/h                  | 7,7 s                     | 7,8 s                     | 5,4 s                     |
| Höchstgeschwindigkeit                       | 190 km/h                  | 190 km/h                  | 190 km/h                  |
| Verbrauch auf 100 km nach WLTP (kombiniert) | 15,7–16,5 kWh             | 15,9–16,8 kWh             | 17,4 kWh                  |
| Reichweite nach WLTP                        | 527–549 km                | 714–749 km                | 664 km                    |